# Ethnographisches Museum in Belgrad
Das Ethnographische Museum (serbisch Етнографски музеј у Београду Etnografski muzej u Beogradu) in Belgrad besteht seit 1901 und ist damit eines der ältesten Museen in Serbien.

## Geschichte
Das Ethnographische Museum in Belgrad wurde im Februar 1901 gegründet, doch seine Wurzeln gehen noch weiter in die Vergangenheit. Mit der Sammlung von ethnografischen Gegenständen hat man in der Mitte des XIX. Jahrhunderts angefangen. Innerhalb der Sammlung des Nationalmuseums von Serbien (Сербсконародни музеум) befanden sich schon im Jahr 1844 ethnografische Gegenstände.
Die ersten bedeutenden systematischen Sammlungen wurden durchgeführt, um am Slawenkongress in Moskau 1867 teilnehmen zu können. Und obwohl all die bis dann gesammelten Gegenstände in Moskau geblieben sind, war diese Ausstellung wichtig, weil in Serbien und im Rest des Balkans mit der systematischen Sammlung von ethnografischen Gegenständen und mit der ethnologischen Forschung angefangen wurde.
Innerhalb der Serbischen Gelehrtengesellschaft im Jahr 1872 wurde ein konkreter Vorschlag gemacht, ein Museum zu gründen, dass alle ethnografische Gegenstände bewahren könnte. Im selben Jahr hat Stojan Novaković den Vorschlag und den Entwurf für das historisch-ethnografische Museum präsentiert und von da aus hat man an der Bildung des separaten ethnografischen Museum gearbeitet. Die Idee von solch einem Museum wurde im Februar 1901 verwirklicht. Dann wurde aus dem Nationalmuseum in ein separates Gebäude, das Geschenk von Stevče Mihailović (Kaufmann aus Jagodina), die ethnografische Sammlung umgezogen und dieses Jahr gilt als das Gründungsjahr des Ethnografischen Museums.
In den ersten Tagen nach der Gründung des Ethnografischen Museums, besaß es 909 ethnografische Gegenstände, 32 Bücher, eine geringe Zahl an Fotografien und ein sehr wertvolles Album mit Aquarellen und Zeichnungen nationaler Trachten von Nikola Arsenović. Der erste Museumsleiter war Sima Trojanović. Er begann sofort mit einer groß angelegten Sammelaktion von Gegenständen und schon im Jahr 1904 waren im Museumsfundus um 8.500 Exponate. Die gesammelten Gegenstände wurden aus dem Gebiet der gesamten Balkanhalbinsel aufgesammelt und gehörten nicht nur zur traditionellen Kultur der Serben, sondern auch aus anderen ethnische Gruppen aus der Region. Mit der ethnologischen Forschung und Sammlung von Gegenständen vor Ort begann man schon im Jahr 1902.
Die erste Dauerausstellung des Ethnografischen Museums hat am 20. September 1904 aufgemacht und von da aus sammeln die Museumskuratoren ethnografische Gegenstände und somit wächst das Fundus von Tag zu Tag. Während des Ersten und Zweiten Weltkrieges verlor das Ethnografische Museum den Großteil seiner Sammlung, die im Krieg zerstört wurden.
Nach dem Ersten Weltkrieg führte man die Sammlung fort und im Jahr 1926 erschien die erste gedruckte Ausgabe der Zeitung des Ethnographischen Museums (Гласника Етнографског музеја), die bis heute regelmäßig erscheint. Nach dem Zweiten Weltkrieg begann man mit der systematischen ethnologischen Forschung ethnografischer Bereiche und an der systematischen und wissenschaftlichen Konservierung von Gegenständen.

## Gebäude des Museums
Nachdem es mehrmals sein Standort geändert hat – vom Haus von Stevče Mihajlović, die sich an der Ecke von Kneza Miloša und Birčaninova Straße und dem Gebäude an der Ecke Njegoševa und Knjeginje Zorke Straße (1938) befand, bis zum adaptierten Gebäude der Wächter des Hofkomplexes auf Terazije (1945–1948) – zog das Museum im Jahr 1951 ins Gebäude an der Ecke von Studentski trg 13 und Uzun Mirkova 2, das in 1933 und 1934 nach dem Entwurf des Architekten Aleksandar Đorđević gebaut wurde. Es wurde für die Bedürfnisse die ehemalige Belgrader Börse gebaut, als Gebäude mit Wohn- und Geschäftsräumen. Nach seinen architektonischen Merkmalen gehört das Gebäude zum reifen, modernistischen Konzept, während die akzentuierte Vertikalität ausländische, meist deutsche Einflüsse trägt. Erbaut als fünfstöckiges Gebäude in einer prominenten Lage in der Umgebung des Akademischen Parks in unmittelbarer Nähe von Hochschulgebäuden (Gebäude der Fortgeschrittenen Schule – heute das Rektorat der Belgrader Universität, Gebäude der Neuen Universität – heute Die Fakultät für Philologie), Kulturinstitutionen (Bauwerk der Kolarac National Universität) und Stadtverwaltungsgebäude (das Gebäude der Belgrader Gemeinde – heute die jugoslawische Kinemathek, Stadtpolizei) wurde sofort nach dem Bau als ein Werk außergewöhnlichen Wertes anerkannt und es wird heute als ein wichtiger Teil der Art-déco-Architektur in Serbien geschätzt. Es hatte seinen ursprünglichen Zweck als Börsengebäude bis zum Beginn des Zweiten Weltkrieges. Nach dem Ende des Krieges hat ein Teil des Gebäudes seinen Zweck geändert. Zu Beginn der fünfziger Jahre des letzten Jahrhunderts wurde ein Teil des Kellers, das Erdgeschoss, die Mezzanine, die erste und die zweite Etage dem Ethnographischen Museum zur Verfügung gestellt. In der Zeit von 1951 bis 1954 wurden Renovierungsarbeiten dieses Teils des Gebäudes durchgeführt, um Museumssammlungen und -fonds zu lagern und Ausstellungsaktivitäten zu organisieren. Mit der nächsten Anpassung, die in den Jahren 1983–1984 durchgeführt wurde, wurde das Gebäude fast vollständig, auf allen fünf Etagen den Museumsbedürfnissen angepasst. Die Anpassungen des Gebäudes bezogen sich in erster Linie auf die Anpassung des Innenraums an die neue Funktion, während die Authentizität der Fassade und des monumentalen Eingangsbereichs erhalten geblieben ist. Als ein Werk von architektonischen, kulturellen und historischen Wert, in dem sich eine kulturelle Institution befindet, die ein reiches ethnographisches Erbe schätzt, wurde das Ethnographische Museum im Jahr 1984 zum Kulturdenkmal erklärt.

## Museum heute
Bis heute wurden im Ethnographischen Museum acht Dauerausstellungen und rund 300 temporäre Ausstellungen eröffnet. Die Dauerausstellung belegt drei Ebenen des Gebäudes. Heute beherbergt das Ethnographische Museum eine Vielzahl von ethnographischen Gegenständen, die in eigene Sammlungen aufgeteilt sind (Möbel, Schmuck, Traditionen, Kostüme, Volksarchitektur, Industrie, Viehzucht, Transport, Kultobjekte usw.), es hat eine der reichsten Fachbibliotheken auf dem Balkan und publiziert fachliche Publikationen. Es hat eine große Konservierungsabteilung, die praktisch alle Arten von Materialien verarbeitet, besitzt einen großen Ausstellungsraum, organisiert umfangreiche ethnographische Forschungen und hat viel Willen und Wissen, um eine ethnologische und anthropologische Studie des 19. Jahrhunderts durchzuführen.
Am 7. Juni 2013 wurde im Ethnographischen Museum die Liste des immateriellen Kulturerbes von Serbien mit 27 Einträgen vorgestellt.